# Isa Sakamoto
Isa Sakamoto (坂本 一彩 Sakamoto Isa?), född 26 augusti 2003 i Kumamoto prefektur, är en japansk fotbollsspelare.
Sakamoto började sin karriär 2020 i Gamba Osaka.